# Суон, Джозеф Уилсон
Джозеф Уилсон Суон (англ. Joseph Wilson Swan; 31 октября 1828 — 27 мая 1914) — английский химик и физик, один из изобретателей лампы накаливания (см. Лампа накаливания: история изобретения).
Член Лондонского королевского общества (1894).

## Научная деятельность
Начал работать над лампой накаливания с углеродной нитью в 1850 году, в 1860 году продемонстрировал первые результаты и получил патент, однако трудности в получении вакуума привели к тому, что лампочка Суона работала недолго и неэффективно. Пятнадцатью годами позже, Суон вернулся к работе над лампой, получил новый патент в 1878 году и публично продемонстрировал работающую лампочку в феврале 1879 года в Ньюкасле. В том же году началась установка электрического освещения в домах Англии.
Снижение количества остаточного кислорода в колбе привело к возможности доводить нить до белого каления, при этом она не воспламенялась.
Другое значительное достижение Суона связано с фотографией: в 1879 году он запатентовал так называемую карбоновую печать, обеспечивающую долговечность фотографий, превосходящую альбуминовую печать. Позднее этот же принцип использовался в первой технологии цветной пигментной фотопечати, изобретённой в 1868 году.
В 1904 г. Суон был возведён в рыцарское звание Эдуардом VII.